# Narod
 Ovo je glavno značenje pojma Narod. Za druga značenja pogledajte Narod (razdvojba).
Narod je skupina ljudi karakterizirana sljedećim značajkama:
- skupno vlastito ime
- mit o zajedničkim predcima
- zajednička povijesna sjećanja
- jedan ili više razlikovnih elemenata zajedničke kulture
- povezanost s određenom "domovinom"
- osjećaj solidarnosti kod značajnih dijelova populacije

U hrvatskom, kao i ostalim slavenskim jezicima, riječ "narod" je etimološki povezana sa srodnošću, rodom, podrijetlom. U suvremenoj se antropologija i sociologiji često rabe pojmovo etnosa i etniciteta, koji vuku korijen od grčke riječi ἔθνος koja označava 'narod'.

## Podjela naroda
Narode danas možemo podijeliti na nekoliko velikih narodnosnih skupina i etnolingvističkih porodica. To su:
- Afroazijski narodi ili Afrazijski, od 6 glavnih skupina:
  - A) Berberski narodi (Berberi)
    - Tuaregi, etc

  - B) Čadski narodi
  - C) Egipatski narodi
    - Kopti, stari Egipćani.

  - D) Kušitski narodi (Kušiti)
  - E) Omotički narodi
  - F) Semitski narodi (Semiti)
    - Arapi, Židovi, Maltežani, etc

- Australski narodi

- Altajski narodi s tri glavne grane:
  - A) Mongolski narodi
  - B) Tunguski narodi ili Tunguzi
  - C) Turski narodi

- Austroazijski narodi ili Austrazijski narodi govore 169 jezika, sastoje se od dvije glavne grane:
  - A) Mon-Khmerski narodi
    - Khmeri
    - Mon
    - Muong
    - Nikobarci
    - Vijetnamci

  - B) Munda

- Austronezijski narodi ili Malajsko-polinezijski narodi, govore 1268 jezika. Podijeljeni na više skupina:
  - Malajski narodi
  - Tajvanski narodi ili Formoški narodi
  - Filipinski narodi
  - Indonezijski narodi
  - Malagasi
  - Melanezijski narodi
  - Mikronezijski narodi
  - Polinezijski narodi

- Čukotsko-kamčatski narodi govore pet jezika. Glavne skupine su:
  - Čukči
  - Kamčadali ili Iteljmeni
  - Korjaki

- Dravidski narodi (Dravidi)

- Eskimsko-aleutski narodi
  - Aleuti
  - Eskimi

- Indijanski narodi

- Indoeuropski narodi
  - Baltički narodi
  - Slavenski narodi
    - Istočni Slaveni
    - Zapadni Slaveni
    - Južni Slaveni

  - Indoiranski narodi
    - Indoarijski narodi
    - Iranski narodi
    - Nuristanski narodi
    - Dardski narodi

  - Germanski narodi
    - Razni germanizirani narodi.

  - Keltski narodi
  - Romanski narodi
    - Razni Neoromanski narodi naseljeni u Novom svijetu:
- Ostale manje grupe Indoeuropljana:Albanci, Grci i Armenci.

- Kavkaski narodi
  - Sjevernokavkaski narodi
    - Abhasko-adigejski narodi
    - Nahsko-dagestanski narodi

- Kojsanski narodi (Khoisan)
  - Bušmani
  - Hotentoti

- Mjao-Jao  (Hmong-Mien)
  - Jao
  - Mjao

- Nigersko-kongoanski narodi
  - Adamawa-ubangijski narodi
  - Benue-kongoanski narodi s Bantu
  - Gur
  - Ijoid narodi
  - Kordofanski narodi
  - Kru
  - Kwa
  - Mande
  - Zapadnoatlantski narodi

- Nilsko-saharski narodi

- Papuanski narodi

- Sinotibetski narodi (Kinesko-tibetski narodi)
  - Kineski narodi
  - Tibetsko-burmanski narodi

- Tajski narodi

- Uralski narodi
  - Samojedi
  - Ugrofinski narodi
    - Finski narodi
    - Ugarski narodi

- Razni neklasificirani i izolirani narodi: Japanci, Korejci, Baski, Burušo, Ainu, Nivhi, Andamanci, Keti, Jukagiri, Tasmanci.